# Riodocea pulcherrima
Riodocea pulcherrima är en måreväxtart som beskrevs av Piero G. Delprete. Riodocea pulcherrima ingår i släktet Riodocea och familjen måreväxter. Inga underarter finns listade i Catalogue of Life.